# 1240
| [ Edytuj tabelę ]                          |                                                                  |
| Książę Małopolski                          | - 1238 Henryk II Pobożny 1241                                    |
| Książę Wielkopolski                        | - 1239 Przemysł I 1257 - 1239 Bolesław Pobożny 1279              |
| Król Angkoru                               | - 1218 Indrawarman II 1244                                       |
| Król Anglii                                | - 1216 Henryk III 1272                                           |
| Król Aragonii i Walencji, hrabia Barcelony | - 1213 Jakub I Zdobywca 1276                                     |
| Książę Bawarii                             | - 1231 Otto II 1253                                              |
| Margrabia Brandenburgii                    | - 1220 Otto III 1267                                             |
| Książę Burgundii                           | - 1218 Hugo IV 1272                                              |
| Cesarz Bizancjum                           | - 1222 Jan III Dukas Watatzes 1254                               |
| Car Bułgarii                               | - 1218 Iwan Asen II 1241                                         |
| Cesarz Chin                                | - 1224 Song Lizong 1264                                          |
| Król Cypru                                 | - 1218 Henryk I 1253                                             |
| Król Czech                                 | - 1230 Wacław I 1253                                             |
| Król Danii                                 | - 1202 Waldemar II Zwycięski 1241                                |
| Władca Egiptu                              | - 1238 Al-Adil Abu Bakr 1240 - 1240 As-Salih Ajjub 1249          |
| Król Francji                               | - 1226 Ludwik IX Święty 1270                                     |
| Król Gruzji                                | - 1223 Rusudan 1245                                              |
| Hrabia Holandii                            | - 1234 Wilhelm II 1256                                           |
| Cesarz Japonii                             | - 1232 Shijō 1242                                                |
| Kalif                                      | - 1226 Al-Mustansir 1242                                         |
| Król Kastylii                              | - 1217 Ferdynand III Święty 1252                                 |
| Król Kastylii i Leónu                      | - 1230 Ferdynand III Święty 1252                                 |
| Patriarcha Konstantynopola                 | - 1222 German II 1240 - 1240 Metody II 1240                      |
| Władca Korei                               | - 1213 Kojong 1259                                               |
| Wielki książę litewski                     | - 1240 Mendog 1253                                               |
| Cesarz Łaciński                            | - 1228 Baldwin II de Courtenay 1261                              |
| Kalif Maroka                               | - 1232 Abd al-Wahid II 1242                                      |
| Król Nawarry                               | - 1234 Tybald I 1253                                             |
| Król Norwegii                              | - 1217 Haakon IV Stary 1263                                      |
| Hrabia Palatynatu                          | - 1227 Otton I Bawarski 1253                                     |
| Papież                                     | - 1227 Grzegorz IX 1241                                          |
| Król Portugalii                            | - 1223 Sancho II 1248                                            |
| Sułtan Rumu                                | - 1237 Kaj Chusrau II 1246                                       |
| Książę Rusi halickiej                      | - 1238 Daniel II 1264                                            |
| Cesarz Rzymski (niemiecki)                 | - 1220 Fryderyk II 1250                                          |
| Książę Saksonii                            | - 1212 Albrecht I 1260                                           |
| Król Serbii                                | - 1234 Stefan Władysław 1243                                     |
| Król Singasari                             | - 1227 Anuśpati 1248                                             |
| Król Szkocji                               | - 1214 Aleksander II 1249                                        |
| Król Szwecji                               | - 1234 Eryk XI Eriksson 1250                                     |
| Doża Wenecji                               | - 1229 Jacopo Tiepolo 1249                                       |
| Król Węgier                                | - 1235 Bela IV 1270                                              |
| Wielki mistrz zakonu krzyżackiego          | - 1239 Konrad von Thüringen 1240 - 1240 Gerhard von Malberg 1244 |

Rok 1240 / MCCXL
stulecia: XII wiek ~
XIII wiek ~
XIV wiek

lata: 1230 «
1235 «
1236 «
1237 «
1238 «
1239 «
1240
» 1241
» 1242
» 1243
» 1244
» 1245
» 1250

## Wydarzenia w Polsce
- Zima 1240/1241 - Koncentracja sił tatarskich w rejonie Lwowa i Włodzimierza Wołyńskiego z których w 1241 roku jedna armia uderzy na Węgry a druga wykona I najazd mongolski na Polskę[1].

## Wydarzenia na świecie
- 15 lipca – wojska nowogrodzkie pokonały Szwedów w bitwie nad Newą[2].
- 5 grudnia – Batu-chan przeszedł po lodzie Dniepr i zdobył Kijów[2]. Nie zdołał go obronić wojewoda księcia Daniela halickiego, Dymitr. Stolica została zdobyta i doszczętnie zniszczona.
- 6 grudnia – Mongolska inwazja na Ruś Kijowską.
- Litwa zdobyła tzw. Ruś Czarną. Podboje na Rusi wywarły decydujący wpływ na bieg spraw na Litwie właściwej. Zdobywcy przyjmowali bezsprzecznie przeważającą kulturę krain, którymi zawładnęli, zapoznawali się też z istniejącymi tam od dawna urządzeniami politycznymi. Poszczególne grody ruskie same wzywały rozmaitych kunigasów na książąt.
- Templariusze wybudowali twierdzę Temple, w Paryżu.
- W Paryżu odbyła się debata na temat Talmudu pomiędzy Mikołajem Doninem, profesorami Sorbony, a rabinem Jankielem ben Jozefem, zakończona nakazem spalenia wszystkich egzemplarzy Talmudu we Francji.

## Urodzili się
- 29 września – Małgorzata Plantagenet, córka Henryka III Angielskiego, żona Aleksandra III Szkockiego

- Mikołaj Boccasini – włoski dominikanin, papież Benedykt XI
- Piotr III Aragoński, król Aragonii, Walencji (jako Piotr I; ur. 1239 lub 1240; zm. 1285)
- Andrzej Conti, włoski franciszkanin, pustelnik, błogosławiony (zm. 1302)
- Augustyn Novello, włoski augustianin, błogosławiony katolicki (zm. 1309)

## Zmarli
- 26 sierpnia – Rajmund Nonnat, hiszpański mercedariusz, święty katolicki (ur. 1204)
- 14 listopada – Serapion, mercedarianin, męczennik, święty katolicki (ur. 1179)
- 16 listopada – Edmund Rich, arcybiskup Canterbury, święty katolicki (ur. 1175)